# Алі Фетхі Ок'яр
Алі Фетхі Ок'яр (тур. Ali Fethi Okyar; 29 квітня 1880, Прилеп, вілайєт Монастир, Османська імперія — 7 травня 1943, Стамбул, Туреччина; до 1934 року: Алі Фетхі-бей) — турецький державний діяч і дипломат, військовий офіцер та дипломат протягом останнього десятиліття існування Османської імперії. Він також був другим прем'єр-міністром Туреччини (1924—1925) та другим головою турецького парламенту після Мустафи Кемаля.

## Біографія
Народився в черкеській або албанській сім'ї.
У 1913 році він приєднався до комітету союзу та прогресу (іттіхат ве теракі джемійєті) і був обраний Генеральним секретарем комітету. У тому ж році був призначений послом у Болгарії, а військовим аташе дипломатичної місії був Мустафа Кемаль.
У жовтні 1922 був призначений міністром внутрішніх справ Туреччини.
З 1924 по 1923 та в 1924—1925 роках — прем'єр-міністр Туреччини. Одночасно поєднував цю посаду з посадою Міністра національної оборони країни (1924—1925).
У проміжку між цими призначеннями був головою Великих національних зборів.
У 1925—1930 роках був послом Туреччини у Франції. Він попросив Ататюрка під час зустрічі до Ялова дозволити заснувати опозиційну Ліберальну республіканську партію, аби створити традицію багатопартійної демократії у Туреччині. Однак коли уряд помітив підтримку цієї опозиційної партії серед ісламістів та противників реформ Ататюрка, вона була оголошена незаконною та закритою, ситуація аналогічна Прогресивно-республіканській партії, яка проіснувала кілька місяців у 1924 році.
У 1939—1941 роках обіймав посаду міністра юстиції.